# Heriades debilicornis
Heriades debilicornis är en biart som beskrevs av Cockerell 1940. Heriades debilicornis ingår i släktet väggbin, och familjen buksamlarbin. Inga underarter finns listade i Catalogue of Life.